# Les Bannis et les Proscrits
Les Bannis et les Proscrits (titre original : The Banned and the Banished) est une suite romanesque de fantasy médiévale écrite par James Clemens (1998-2002) et publiée en français par Bragelonne.
L'histoire traite des aventures d'une jeune fille de ferme, Elena, qui hérite d'un pouvoir magique qui fut perdu pendant longtemps. L'ultime but de sa quête est de retrouver et détruire le Seigneur Noir.

## Livres

### Tome 1:Le Feu de la Sor'cière
Il y a cinq siècles, par une nuit fatidique, trois mages ont fait une dernière résistance désespérée au Seigneur Noir, sacrifiant tout pour garder un espoir de préserver la bonté sur la terre d'Alaséa. Cinq cents ans plus tard, le même jour que cette nuit sinistre, une jeune fille de ferme prend possession d'un pouvoir a priori perdu depuis longtemps, un pouvoir que le Seigneur Noir est prêt à tout pour s'approprier. Avant qu'elle en comprenne l'étendue et la signification, le Seigneur Noir dépêche ses monstres ailés pour la capturer afin de prendre possession de la magie embryonnaire qu'elle détient.
Elena parvient à s'échapper avec son frère Joach en enflammant involontairement le domaine, et tuant sa mère et son père, de sa magie naissante. Elle entame alors un long voyage périlleux. Elle est accompagnée au fil de l'histoire par une bande de parias hétéroclite, tous conscients que la jeune fille est la clé de la libération du mal dans Alasea. Elle sera protégée et accompagnée dans son périple par Er'ril de Standi, l'homme des plaines et a priori seul survivant de la nuit fatidique, par Nee'lahn, la dernière nyphai, par Kral, un puissant montagnard, par l'el'phe Méric, par Mogweed et Fardale, des si'lura (métamorphes), par son oncle Boln et par Tol'chuk, un sage og're de demi-sang.

### Tome 2:Les Foudres de la Sor'cière
Au début de ce tome, Elena et sa troupe partent du village des Montagnards de Kral, dans les Dents, où ils se sont réfugiés. Leur objectif est toujours de mettre la main sur le fameux grimoire sanglant situé dans la mythique cité de Val'loa, seul journal permettant à Elena de mieux comprendre ses pouvoirs et de sauver Alaséa du Seigneur Noir.
Le récit reprend donc sur le départ de la troupe pour Val'loa mais fait aussi découvrir un nouveau personnage autant fascinant que dangereux : Vira'ni, une puissante malgarde déterminée à stopper le voyage de la troupe. 
Après une confrontation éprouvante contre Vira'ni, la troupe, réduite en nombre à la suite du décès d'un de leurs membres, repart en direction de la ville de Ruissombre. Durant tout ce temps, Elena est souvent confrontée à sa double nature, moitié femme, moitié sor'cière. L'aide d'Er'ril est plus que nécessaire pour lui apprendre à contenir la soif de la sor'cière en elle et à maitriser son puissant pouvoir.
La troupe, arrêtée depuis quelque temps à Ruissombre, voit ses rangs se renforcer grâce à l'arrivée de Mycelle, une grande guerrière blonde caractérielle qui réserve bien des surprises. C'est la tante d'Elena et de Joach. Dans ce paisible village, les amis vont devoir se séparer en deux groupes : Kral, Tol'chuk, Méric et Mogweed vont affronter deux puissants malgardes et un ennemi encore plus redoutable caché dans les profondeurs de la ville tandis que Elena, Mycelle, Er'ril et Fardale partent à travers les marais des Terres Inondées à la recherche d'une sor'cière mystérieuse, seule personne capable de libérer Elena d'un sortilège qui l'affaiblit.
Les compagnons se donnent alors rendez-vous à Port Rawl dans quelques lunes, mais la troupe sera à jamais changée.
Dans ce tome, le lecteur fait la connaissance d'autres personnages importants : Sy'wen la Mer'ai, Kast le Sanguinaire, Moris et Flint. Ces nouveaux arrivants vont s'avérer cruciaux pour l'avenir d'Alaséa et d'Elena. Le lecteur retrouve aussi d'autres personnages clés apparus dans le tome précédent, comme le frère d'Elena, Joach, et les deux mages Greshym et Shorkan. 

## Personnages principaux
Elena Morin'stal : sor'cière de la Pierre et de l'Esprit, Elena est à la fois une descendante de la sor'cière Sisa'kofa et de Belarion, roi perdu des el'phes. Elle prendra de l'assurance au fil du temps et s'attachera amoureusement à Er'ril, guerrier âgé de cinq cents ans et protecteur de la jeune fille. Dans le tome 4 Elena finit par être mariée à Er'ril puisque ce dernier aura gagné le défi qu'il a lancé à la reine Tratal.
Joach Morin'stal : frère aîné d'Elena, Joach est un puissant tisseur et sculpteur de rêves. Il a un don prophétique, mais il peut aussi faire basculer ses rêves dans la réalité. Il tombe amoureux de Kesla.
Er'ril de Standi : frère aîné du mage noir Shorkan, il participa à la création du Journal Sanglant qui lui donna l'immortalité. Er'ril arpenta Alaséa pendant cinq cents ans avant de rencontrer Elena, sor'cière et meilleur espoir de libérer Alaséa du joug du Seigneur Noir gul'gothan. 
Nee'lahn : dernière représentante du peuple des nyphai, elle est liée à son arbre dont le cœur a été conservé sous forme de luth. Nee'lahn espère faire renaître Lok'ai'hera, sa forêt natale, grâce à la sor'cière. Elle se fait tuer par un monstre mi-skaltum mi-humain qui la dévore. Elle réapparaît dans le tome 4 où elle ressuscite grâce au gland de chêne qu'Elena a déposé dans sa tombe. Elle veille ensuite sur le dernier bébé nyphai qui est né de l'union entre son Koa'konna (son arbre) et Cecelia, la plus ancienne des nyphai corrompu par la Pourriture et transformé en sinistreur puis en malegarde.
Kral : montagnard lié à la Pierre, Kral fut corrompu à Ruissombre par un sourcier du Seigneur Noir. La nuit, il obéit à ses appétits bestiaux en se métamorphosant. Kral est l'héritier du trône de la flamme de Senta. Il est libéré du joug du Cœur noir en tentant de détruire un des portails du Weir, le Griffon. Le portail lui aspire sa magie élémentale détruisant le malegarde en lui mais également sa connexion à la Pierre et donc ses dons d'élémentaux
Méric : seigneur el'phe, fils de la reine Tratal et frère cadet de Richald, Méric est le capitaine de lAile des Tempêtes, un navire aérien. Torturé à Ruissombre, il résista durant des jours à un sourcier n'ain qui tenta de le corrompre. Méric est détenteur d'un pouvoir élémental immense.
Richald : seigneur el'phe, fils de la reine Tratal et frère aîné de Méric, il est le capitaine de la Fureur de l'Aigle, un navire aérien. Richald fut profondément touché par la perte de son navire au-dessus du champ de narcilierre. Il disparaît dans le tome 4.
Tratal : reine des el'phe, mère de Richald et Méric, elle est le capitaine du Traque-Soleil. Elle se sacrifie pour sauver Fort-Tempête de l'attaque des volcans du Gul'gotha.
Fardale : si'lura (métamorphe) figé sous forme de loup, jumeau de Mogweed, Fardale est plus courageux que son frère cadet.
Mogweed : si'lura figé sous forme d'humain, jumeau de Fardale, il est lâche et prêt à tout pour retrouver sa faculté de métamorphose.
Tol'chuk : moitié og're et moitié si'lura, Tol'chuk est le descendant du Parjure qui condamna les og'res. Il lui incombe de libérer le Cœur de son peuple du Fléau qui le tue à petit feu. Tol'chuk est le fils de Mycelle.
Mycelle : mère de Tol'chuk, elle était d'abord une si'lura. Elle se figea en humaine et fit son apprentissage guerrier à Château Mryl avant de devenir une sourcière. Mycelle se suicida à Port Rawl pour protéger Elena d'un malegarde, et fut ressuscitée par un paka'golo. Depuis, elle recouvra ses capacités de métamorphe. En voulant détruire un portail du Weir, elle est tuée par un nain. Mogweed récupéra son paka'golo et retrouva ainsi ses capacités de métamorphes
Sy-wen : mer'ai liée au dragon Ragnar'k ainsi qu'au Sanguinaire Kast, elle aime Kast plus que tout au monde. Sy-wen est la fille de l'ancienne Linora et du mer'ai banni Rockingham, qui devint un golem après son suicide. 
Kast : fils aîné de l'ancien haut maître de quille dre'rendi, Kast est lié à Ragnar'k le dragon et à Sy-wen la mer'ai (qu'il aime profondément). Il peut se transformer en Ragnar'k. Kast est le frère de feu Ulster.
Kesla : membre de la Guilde des Assassins, Kesla se fait, tout d'abord, passer pour une marmitonne nommée Marta à Val'loa. Elle tente de dérober la dague de noctiverre, avec laquelle elle a aspiré un peu du pouvoir d'Elena, pour libérer de la corruption du Basilic (un des portails du Weir) le peuple du Désert. Elle tombe amoureuse de Joach. Au cours de l'histoire, on apprend que Kesla n'est autre qu'un rêve façonné par le Désert lui-même destiné à attirer Joach en son sein et à détruire les Goules de Tular.
Tyrus : Fils du Roi du château de Myr, Tyrus est également le plus redoutable chef des pirates de Port Rawl. Son père l'a envoyé chercher Mycelle, Kral, Fardale et Mogweed avec une prophétie qui disait qu'eux seuls pouvaient libérer le Mur et les Terres du Nord de la corruption qui les rongeaient.
Mama Freda : Guérisseuse extrêmement douée, Mama Freda rejoint le groupe lors de sa rencontre avec Mycelle à Port Rawl. Elle vient de contrées très éloignées en dehors d'Alaséa. Elle est liée à son tamrik, Tikal qui lui permet de partager sa vue puisqu'elle est aveugle de naissance.
Greshym : ancien mage et ami d'Er'ril, Greshym succombe à la magie noire lors de la création du Journal Sanglant. Il trahit le Cœur Noir à la Bataille de Val'loa en empêchant Sorkhan de récupérer le grimoire. Il est obnubilé par sa quête de recouvrer sa jeunesse et essaie par tous les moyens de s'approprier le corps de Joach.

## Personnages secondaires
Rockingham : ancien Mer'ai banni, Rockingham se suicide ne pouvant supporter son exil et la perte de Linnora, sa bien-aimée. Il est le père de Sy-wen. Après son suicide, le Seigneur Noir le façonne pour en faire un cruel Golem à son service. Il réussit à se défaire de l'emprise de la magie noire en rejetant la pierre d'Ebè'ne implantée dans son corps lorsqu'il revoit Linnora.